# Frontera entre Albania y Serbia
La frontera que separa Albania y Serbia (desde el punto de vista serbio) o Kosovo (punto de vista albano y kosovar) es un límite terrestre internacional de 115 km de longitud.

## Estatus
El estatus de Kosovo no tiene consenso a nivel internacional. Este se separó de Serbia en 2008, pero esta última no reconoce dicha independencia y ha considerado siempre a la zona como una provincia autónoma de su propio territorio.
Cualquiera que sea el estatus de Kosovo, este está ubicado entre Albania y el resto de Serbia: la frontera corre pues íntegramente a lo largo del territorio separatista. Si Kosovo fuese reconocido como independiente por la comunidad internacional, Albania y Serbia entonces no habrían de tener una frontera común.

## Trazado
La frontera está ubicada al noreste de Albania y al suroeste tanto de Kosovo (como de Serbia). Inicia en el punto triple que agrupa las fronteras  con Montenegro y el límite serbo-montenegrino, después prosigue hasta un segundo trifinio, en el punto de encuentro de las fronteras con Macedonia y el límite serbo-macedonio.

## Historia
El trazado actual de la frontera remonta a 1945. Efectivamente, al terminar la Segunda Guerra Mundial, Albania que, bajo el dominio italiano había ganado territorios sobre el antiguo Reino de Yugoslavia después de ser invadido por las fuerzas del Eje en 1941, volvió a sus fronteras anteriores al conflicto. 
Si bien estas datan de la Primera Guerra Mundial, eran bastante fluctuantes desde la independencia albanesa del Imperio otomano en 1912. Los límites de Albania y del Reino de Serbia evolucionaron entonces al hilo de los conflictos.
La independencia de Montenegro en 2006, produjo la disolución del último estado yugoslavo en la región (Serbia y Montenegro) y creó una frontera específica con Serbia. 
En 2008, Kosovo declaró su independencia de Serbia, algo que Serbia no reconoció, lo cual dejó al país en una situación de reconocimiento internacional limitado. Y aunque su nivel de autonomía sea muy alto y haya conseguido el reconocimiento de 100 de los 193 Estados miembros de la ONU, sigue siendo un tema delicado en política internacional en cuanto a las relaciones para con Serbia.
De hecho, Albania fue el segundo país del mundo en reconocer la independencia de Kosovo, haciéndolo el 18 de febrero de 2008, tan sólo un día después que Costa Rica.

## Principal paso fronterizo
Poco después de la declaración de independencia de Kosovo, Albania, uno de los mayores veladores del Kosovo independiente, anunció la ampliación de su autopista principal, la A1, para mejorar la conexión entre el territorio kosovar y la costa albanesa. De este modo, en 2009 se inauguró el tramo entre Kalimash (Kosovo) y Durrës (Albania) de la actualmente conocida como Autopista Albania-Kosovo.